# 刘振国 (少将)
刘振国（1917年—1996年），男，湖北孝感人，中国人民解放军将领、中国人民解放军开国少将。
曾任中国人民解放军西藏军区政治部主任。1930年参加中国工农红军。次年加入中国共产主义青年团。1934年转入中国共产党。曾任第二十五军连指导员。参加了鄂豫皖苏区反“围剿”、长征和直罗镇战役。后任八路军一一五师营教导员，冀鲁豫军区团政委，晋冀鲁豫军区旅政委，第二野战军师政委、军政治部主任。参加了邯郸、淮海、渡江等战役和进军西藏。1952年后任西藏军区政治部主任。1955年，授予中国人民解放军少将。1958年毕业于解放军政治学院哲学系。后任贵州省军区副政委。曾获三级八一勋章、二级独立自由勋章、一级解放勋章。